# Трипольський Олександр Володимирович
Олександр Володимирович Трипольський (29 листопада [12 грудня] 1902, с. Межирічка Овруцького повіту Волинської губернії (нині Коростенський район Житомирської області) — 21 січня 1949, м. Москва) — учасник Радянсько-фінської війни, Другої світової війни та Радянсько-японської війни, Герой Радянського Союзу.

## Біографія
Народився 12 грудня 1902 року в селі Межирічка, нині Коростенського району Житомирської області. Українець. Член ВКП(б) з 1926 року.
У ВМФ з 1924 року. Закінчив клас Водолазів Об'єднаної школи Чорноморського флоту в Севастополі, Навчальний взвод підводного плавання імені С. М. Кірова в Ленінграді у 1936 році, курси удосконалення командного складу при 2-му відділі Народного комісаріату по військових та морських справах та Революційної військової ради СРСР в Москві.

## Вшанування

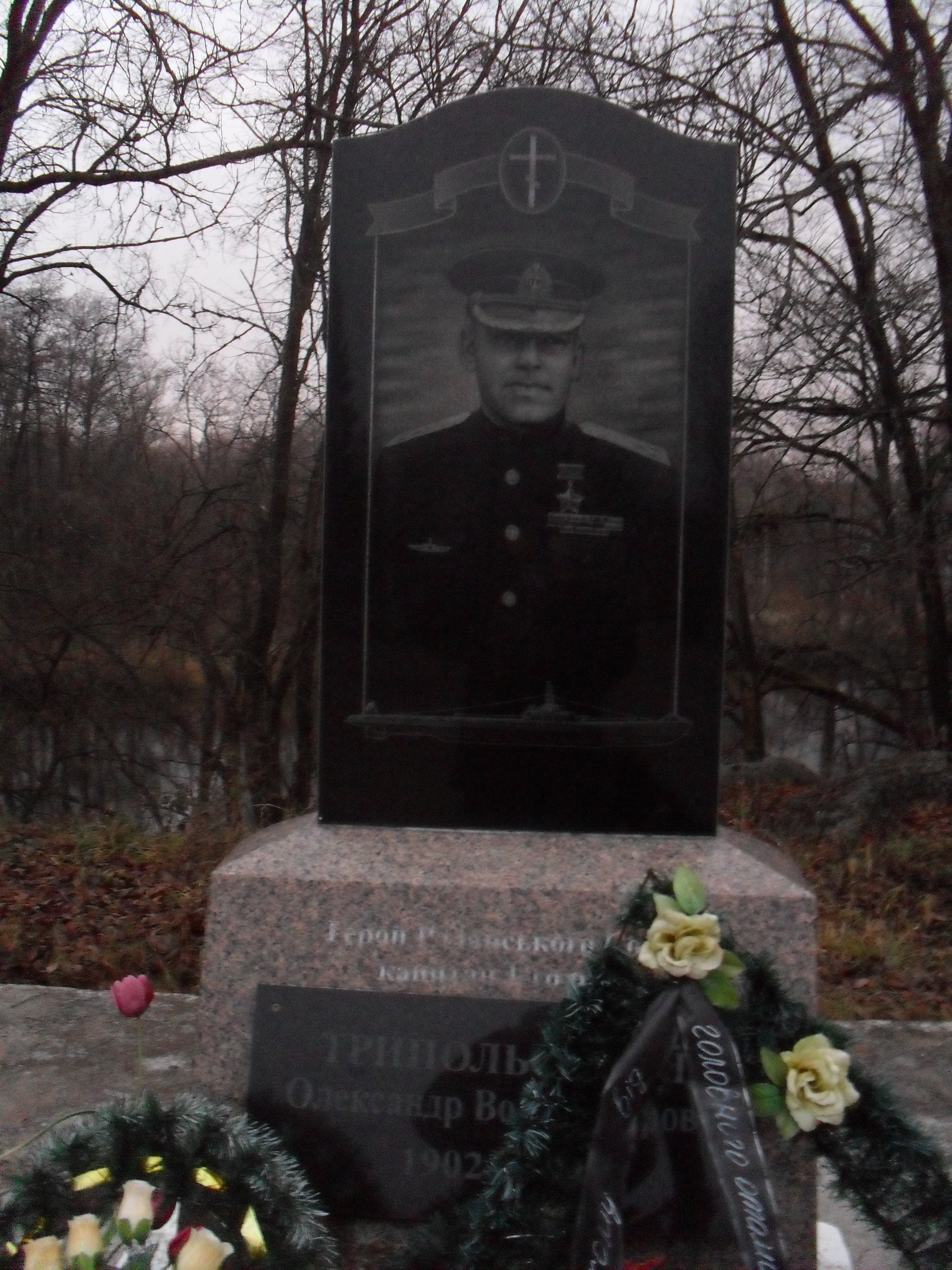
Пам'ятник у рідному селі Межирічка